# Alphonse Joseph Charles Dubois

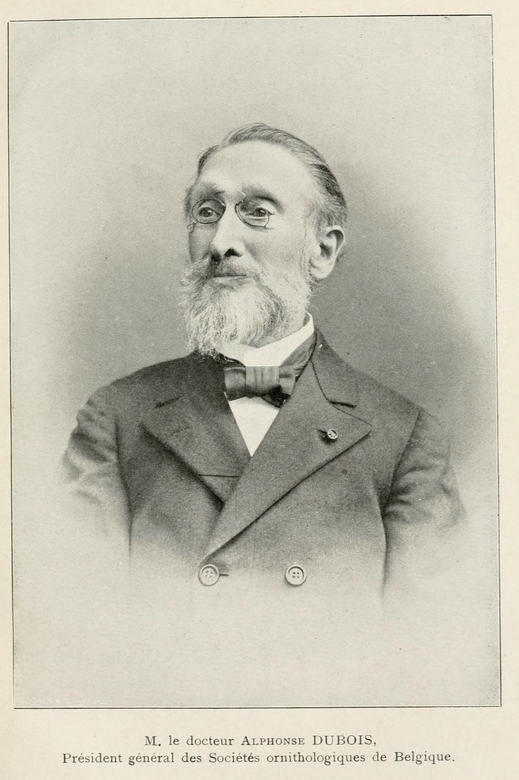

Alphonse Joseph Charles Dubois (Aken 1839 - Koksijde 1921) was een Belgisch natuuronderzoeker. Hij behaalde de titel van doctor in de medicijnen en werd in 1869 de conservator van de afdeling gewervelde dieren van het Koninklijk Belgisch Instituut voor Natuurwetenschappen in Brussel.
Hij schreef diverse boeken over de fauna van België (vooral over vogels), maar ook over andere onderwerpen buiten de natuurlijke historie. Hij is de soortauteur van drie ondersoorten vogels en drie vogelsoorten waaronder Weyns' wever (Ploceus weynsi).
Hij werkte samen met zijn vader, Charles Frédéric Dubois (1804–1867), bij het maken van een tweedelig boek (Les Oiseaux de l’Europe et leurs œufs). Dit boek werd na zijn vaders dood voltooid, het tweede deel bestaat uit illustraties die door Dubois sr. werden vervaardigd.

## Publicatielijst (selectie)[2]
- 1864 Traité d'entomologie horticole, agricole et forestière; exposé méthodique des insectes nuisibles et utiles
- 1868-1872 Les oiseaux de l'Europe et leus oeufs, décrits et dessinés d' après nature. BHL
- 1871 Conspectus systematicus & geographicus avium europaearum (boek)
- 1873 Histoire populaire des animaux utiles de la Belgique (boek)
- 1874-18884 Les lépidoptères de la Belgique : leurs chenilles et leurs chrysalides décrits et figurés d' après nature
- 1882-1889 Fragments philologiques
- 1887 Faune des vertebres de la Belgique. Serie des oiseaux. v. 1. (1876-87) (boek)
- 1889 Légendes slaves : recueil de chants nationaux et populaires de la Bohême, de la Moravie, des Carpathes et des tribus slaves du Danube, etc. (boek)
- 1893 Les animaux nuisibles de la Belgique : histoire de leurs moeurs et de leur propagation : mammifères, oiseaux et reptiles (boek)
- 1894 Le pêche a la ligne en eau douce, suivie de la culture des eaux
- 1902 Synopsis avium : nouveau manuel d'ornithologie 1. BHL
- 1905 Remarques sur l'ornithologie de l'État indépendant du Congo : suivies d'une liste des espèces recueillies jusqu'ici dans cet état (boek)
- 1905 Annales du Musée du Congo
- 1907 Steganopodes. Fam. Pelecanidæ, etc. (boek)

- Bibliothèque nationale de France: cb107476596 (data)
- Catàleg d'autoritats de noms i títols de Catalunya: 981058517891706706
- Stuttgart Database of Scientific Illustrators 1450–1950: 6571
- Gemeinsame Normdatei: 116230363
- International Standard Name Identifier: 0000 0000 4825 5740
- Library of Congress Control Number: no2006080966
- Nationale Bibliotheek van Tsjechië: xx0309539
- Nederlandse Thesaurus van Auteursnamen: 074957589
- Système universitaire de documentation: 101547951
- Virtual International Authority File: 262455327
- WorldCat: E39PBJqK7FVxwRP9mjK6TP4g8C